# メダロットnavi
『メダロット・ナビ』は、2001年9月7日に発売された販売・イマジニア、開発・ナツメによるゲームボーイアドバンス用シミュレーションRPG。

## 概要
従来の「メダロット」の世界をやや離れた作品。メダロットシリーズ本編でのバトルシステムが、単一地形かつコマンド選択式のアクティブバトル形式であったのに対し、本作は行動ポイント型のグリッド移動式ターン制シミュレーションと大きく異なっている作品の一つ。全般的なデザインをこれまでのほるまりんではなく藤岡建機が行っており、他のシリーズ作品とは毛色が異なる。BGMは従来どおり山下絹代。
パーツにティンペットを収めるという設定もあり、シリーズのメダロットはほとんどが人型のシルエットを維持しているが、今作では人型を大きく逸脱したメダロットも多数登場する。また、戦闘シーンは『メダロットR』に続いて2D表示では初のパーツのアニメーションが実装されている。
クリア後にはファンサービスとしてイッキやりんたろうといった前シリーズのキャラクターやメダロットたちも登場し、仲間に加わる。なお、時系列の関係上キャラクター達は全員中学生になっている。
ゲームクリア後に手に入るパスワードを集めて専用ハガキでイマジニアに送ると、抽選5名に『ホビージャパン』2001年9月号 (No.387) に掲載されたグランビートルとソニックスタッグの完成品フィギュアがプレゼントされた。

## システム

### ロボトル
主なシステム
戦闘は9×9マスのグリッド上で5対5で戦うSLG方式で、ターン制で進行する。そのため従来のシリーズと比べ戦闘時間が長くなったが、従来通り時間制限があり、一般的なSLGと比較すると時間は格段に短い。基本的には各チームのリーダーから行動できるが、脚部パーツの「推進」が高いものから行動するため、「飛行」タイプなど推進の極端に高いものはリーダーより先に行動できる。パーツの「充填」「放熱」の値はターン始めにチャージされる「AP」の消費量として表現される。メダロットの所持は5体まで可能だが、ロボトルには主人公の機体は1体のみの参加（2体目以降は予め設定した行動ローテーションに沿って行動）で、仲間のメダロットと共に戦うのが基本となる。仲間のパーツは変更できないが、主役級キャラクターの機体はストーリーの進行度に応じて段階的に強化できる。
AP
メダロットの行動に必要な数値。フィールド4隅にある「ジェネレーター」の上にメダロットを乗せることで、味方・敵のAPに補正を掛けることもできる。
なお、全メダロットにZOC（ゾーンオブコントロール）の概念があり、相手のメダロットの隣を経由して移動しようとすると、移動のための必要APが増加する。このZOCは強化することができ、状況によっては通過すら不能にすることができる。
リーダーボーナス
本作では、戦闘に参加する仲間の数によってリーダーの防御力に補正がかかる。
メダフォース・メダチェンジ
いずれも本シリーズから継承されているが、メダチェンジが本シリーズでは変形に1ターンかけ、次ターンから変形後で行動できたのに対し、本作ではAPさえあれば1ターンで変形→行動が可能となる。
バグ
メダチェンジして「推進」の値が変わっても行動順は変わらない、メダフォースゲージが切れてもパワー変形が解けないなど多数のバグが存在する。

### その他
陣取り合戦
クラスターは多数のブロックによって構成されている。最初はほぼ全てのブロックはスペロボ団に占領されているため、ロボトルで勝ってブロックをこちらの陣地とし、取り返されないように仲間を置いていく必要がある。
メダロット開発
一部のブロックではメダロットを開発することができる。一定数クラスメイトを配置し、他の場所でロボトルを繰り返すことで開発進行度が上昇し、100%になると完成する。開発中にブロックがスペロボ団に奪い返されると0%に戻る。そのブロックと相性のいい仲間を配置しておくと開発スピードが高まる。クリア後は不可。

## あらすじ
中学1年生のカスミは、旧校舎にて宇宙メダロットを発見し、その功績から、その場に居合わせたロボトルランキング1位のメダロッター・シデンの計らいで、ロボトルリサーチ社の宇宙テーマパーク「クラスター」にクラスメートとともに招待される。しかし事故により、クラスターは宇宙で漂流を始めてしまう。カスミは友人らとともに、地球への帰還方法を探し始める。

## 登場キャラクター
各キャラクターは天候や自然現象に関連した名前を持つ。

### 主人公と仲間たち
アサノ カスミ
主人公。青空中学校1年2組在籍。性格はかなりのお人よしで、ミゾレやゴウセツ、シデン、ニワカなどに嫌がらせを受けても、反発こそすれ恨んだりせず、次第に打ち解けていく。一方で頑固なところがあり、自分の主張はしっかりしている。そして個性の強い他のクラスメイト達にも認められる立派なクラスのリーダーとなった。愛機は「グランビートル」或いは「ソニックスタッグ」。シデンに与えられたRR社製の新製品に、旧校舎で手に入れたメダルを装着して起動させた機体である。また、後半には後継機の「カイゼルビートル」、あるいは「ルミナススタッグ」を入手する。クラスターに来る前は、ウィンドクラップ型の機体を使っていた。なお、苗字のアサノは漫画版によるものでゲーム中には公開されておらず、その後のメダロット弐CORE等の年表ではシノノメ カスミという記述もある。
コハルビ ヒヨリ
カスミの幼なじみであり、クラスメート。猫かぶりで、表向きはおしとやかだが、本当は行動力旺盛でとても気が強い性格で、カスミに対しては口やかましく、厳しい言葉を浴びせたり、暴力に訴える事もしばしば。ただし、カスミの「善良な気質を良いところ」と評するなど同時にカスミの最大の理解者で、カスミに嫌がらせを行ったニワカに対しては「倍返しの報復」を画策したり、シデンに連れられてカスミの居場所が分からなくなった際には強気に詰め寄ったりもしている。愛機は「ブレザーメイツ」→「ブレザーマルチ」。
ムラサメ シデン
カスミ達をクラスターに招待した少年。ロボトルランキングで常に1位をキープする強豪メダロッターで人気も非常に高い。しかし、実はランキングを主催するRR社を実質的に動かす立場にあり、ランキングを自身に都合よく改竄していた。RR社の命運を背負っているために、性格はクールで大人びており、矜持心も人一倍高い。だがそれゆえに屈折した彼のプライドは、カスミに対する嫉妬を導き、カスミをモニターテストと称して閉じ込めたり、幾度も勝負を仕掛けたりした。愛機の「アシュトン」はメダロット社からの独立を目指すRR社が、社の夢と誇りをかけて独自開発したメダロット。カスミの前に敗れるが、その度に「シルバリオン」、「ゴルドラン」とより改良された機体で挑む。
フブキ
クラスターで仲間になるメダロッター。クールでミステリアスな存在だがロボトルの腕は確かで、ミゾレとゴウセツをまとめるリーダーになる。男のように振舞っているが、実は少女で、その正体はRR社のスパイ。愛機は「トレミー」→「トレミック」。
ミゾレとゴウセツをカスミと共に討ち破った際には彼らに乞われる形で「リーダー」となる。それ以降は両名からは熱烈に慕われる。
ミゾレ
常に軽い調子の狐目の少年。右手に持った扇子がトレードマーク。一人称は「あっし」で「でやんす」といった口調で話す。いつもゴウセツとつるんでおり、ロボトルの時も彼と一緒。愛機は「シックルカッター」→「サイズカッター」。
ゴウセツ
関西弁で話すミゾレの相方。がっしりとした体格で、制服ではなくジャージ姿。熱血漢だが、頭の回転が鈍いのがタマに瑕。愛機は「バグスティンク」→「バグシールド」。
フブキ、ミゾレ、ゴウセツの3人は説明書では「ソーナンズ」という名称で呼ばれているが、ゲーム中でこの名称が使用されることはない。
ニワカ
カスミのクラスの学級委員長。仕切りたがりで嫌味な性格をしており、クラスメイト達からは嫌われている。ゴウセツとミゾレ曰くクラス選挙の時も不正の嵐だったとの事。クラスターの漂流が始まった時、クラスメイト達が自分の言う事を聞かないことに腹を立て、カスミに学級委員長の役目を押し付けて逃げ出してしまう。更にその後スペロボ団に幹部として仲間入りをしてしまうが、実際には利用されているだけだった。物語終盤で「navi」との会話も経て、精神的に大きな成長を遂げるが、それでも相変わらずクラス委員としてカスミを越える事には固執している。愛機は「ローズバッド」→「ローズブーケ」。
レイニー
シデンの妹。兄の事は家族として強く慕うのだが、仕事ばかりで全くかまってくれない兄に対して不満を持っている。クラスター漂流事件を機にそうした不満が爆発し、クラスターの破壊を望み、カイゼルビードル／ルミナススタッグ暴走時にはカードキーをカスミ達に渡しながらも悪態を付くなど、やけっぱちになっている様な言動が多い。メダロッターとしてはかなりの腕利きで、スペロボ団の一般団員を圧倒している。愛機は「ララ」→「クレイドル」。
メグミ
お嬢グループの一人。グループの中でもリーダー格で、高飛車な性格。愛機は「ランプライト」。
シズク
お嬢グループの一人。愛機は「ハムチューン」。
サチ
お嬢グループの一人。オープニングではヒヨリやカスミと仲の良いような描写がされている。愛機は「サイレントリーフ」。
ツムジ
スポーツ女子グループのリーダー格。水球部の期待の新人で、校外学習中も練習は欠かさない。彼女の放つイナズマシュートはメダロットを吹っ飛ばす威力がある。愛機は「オールヘッド」。
ソヨカ
スポーツ女子グループの一人。愛機は「キラーホエール」。
コサメ
スポーツ女子グループの一人。愛機は「ラーヴァ」。
ヘクト
交換留学生の少女でパスカルの姉。妹と比べて落ち着いた性格。愛機は「バルチャー」。
パスカル
交換留学生の少女でヘクトの妹。パワフルな性格で、かなりスタイルがいい。愛機は「パッショネイト」。
ライウ
イケメン男子三人組のリーダー格。長髪でキザな性格。愛機は「アクロシールズ」。
ハロウ
イケメン男子三人組の一人。愛機は「カネハチまーく3」。
キコウ
イケメン男子三人組の一人。愛機は「イカテン」。
カンバツ
不良男子三人組のリーダー格。語尾に「コラ」とつける癖がある。愛機は「ウォーヘッドリィ」。
キョウフウ
不良男子三人組の一人。愛機は「ホップホップ」。
アラシ
不良男子三人組の一人。愛機は「スキンリーク」。
アマミヤ
危険な雰囲気を纏った少年で、クラスでは裏番と恐れられる。カスミ達には頼らずにクラスターからの脱出方法を探している。周囲には隠しているが、かなりの甘党。愛機は「ブラックレスター」。
テンサイ
その名の通り天才肌の少年で、アマミヤに協力し、独自の方法でクラスターからの脱出を試みるが、かなり危険な方法も辞さない一面もある。愛機は「ボトムグリストン」。
ナダレ
気の弱い眼鏡を掛けた少女。アマミヤとテンサイに協力している。愛機は「ミスティテイル」。
ヒデリン
コギャルの少女三人組のリーダー格。ガングロ風の少女。愛機は「フラックライン」。
ツナミ
コギャルの少女三人組の一人。ツインテールが特徴。愛機は「コニカル」。
コメチュー
コギャルの少女三人組の一人。かなり太っている。愛機は「ファッティピッグ」。
ヒョウガ
日に焼けた少し気の強い少女。何となく危なげなシンキロウの世話を焼いている。愛機は「ディップ」。
シンキロウ
口数が少なく、影の薄い少年。何を考えているかよくわからない言動が多い。愛機は「ドメスティック」。
シンスイ
オタクグループの一人。太った体型で、目にはパンダのような隈がある。愛機は「ホームキャリー」。
アマアシ
オタクグループの一人。コスプレをした少女で、語尾に「にゃー」をつけるなどそれらしい話し方をする。愛機は「ブラックテイパー」。
ニゲミズ
オタクグループの一人。前髪を垂らした少し不気味な外見の少年。「でござんす」といった話し方をする。愛機は「アウェイクミー」。
ウリン
可愛いが、ややぶりっ子の少女。自分勝手な性格だが普段は猫被っており、スペロボ団員やカスミに甘えて自身は楽をしたりしている。ヒヨリは彼女のことを苦手としており、本人もヒヨリのことはあまり好きではない。愛機は「ラクーン」。
フウセツ
スポーツ男子三人組の一人。愛機は「メダキーパー」。
コウズイ
スポーツ男子三人組の一人。愛機は「イエロークリック」。
ゴウ
スポーツ男子三人組の一人。愛機は「ジラフチーフ」。
ナビ
声 - 國府田マリ子
クラスターを制御するメインコンピュータ。コンピュータらしく、正確に仕事をこなす反面、人間に興味を持ったりもしている。周囲の人間との交流を経て、徐々に命令に従事しつつも独自の判断と思考を持つようになり、「心」を持つようになっていく。
ナビ・コミュン / ナビコ
声 - 國府田マリ子
人間の感情に興味を持ったナビが開発していたメダロットで、ナビの分身と呼べる存在。とても可愛らしい姿で、ヒヨリに気に入られている。真面目だが無邪気な性格で、感情を顕にしたときなどに、自分の精神が成長したことを自覚して感激するなど、少しずれた面もある。

### スペースロボロボ団（スペロボ団）
カザンバイ教授
ロボロボ団と姉妹関係にある組織、スペロボ団の首領であり、またの名を「ドン・カザンバイ」。スペロボ団の本拠地でカスミたちを待ち構え、宇宙進出の夢を熱く語る情熱家。カスミ達を止められなかったふがいない5幹部を叱責し、カスミ達に対し自ら手を下した。悪の組織の首領でクラスター強奪事件の主犯だが、本質的には善良な部分が多く、たくさんの子供たちが取り残されている事を知ると基地内の食糧生産量を超過するにもかかわらず、見捨てようとはせずにに部下に買い出しを命じたり、ロボトルに負けた後はクラスターで変える事を許し、燃料も分けてくれる。愛機の「オフィニクス」は停止攻撃と変形後の強制移動攻撃で、相手を手玉に取る強敵。
スモッグ
スペロボ団幹部の一人で、「森のスモッグ」の異名をとる。スペロボ団の中では比較的冷静なためか、幹部の中でもリーダー的役割を務めるらしく、アンテナのあるヘルメットを着用している。虚弱体質であり、緑の豊かなところでなければ生きられない。クラスター内の自然に満ちたエリアを占領しては、その生気を吸い取っていた。その際に周囲の植物が一斉に色彩を失う光景を見て、カスミからは「人間離れしている」と絶句されている。愛機の「カプリコン」は変形し、デストロイ攻撃を仕掛ける。
ちなみに、スペロボ団はカザンバイ教授を除く全員がヘルメットを被っており、普段はその素顔を確認することができないが、仲間にした際にメンバーリストで素顔のグラフィックを見ることができ、クリア後の戦闘前にも素顔が映る。
ライウン
スペロボ団幹部の一人で、「空のライウン」の異名をとる。直情にして単純、常に自信に満ち溢れている男。がさつで大雑把なために、スペロボ団本部内で彼の管理する資材置き場は、いっさい整理整頓がなされていない。愛機「タウロス」は、移動することで威力を増すブースターを装備し、相手に向かい突進する。スペロボ団の幹部達では一番嫌われており、見栄やプライドを最優先する性格が嫌がられている。一般団員からも「そこさえなければ良い人」と称されているが、キリカはストレートに「ライウン、嫌い」と明言している。
ニュウドウ
スペロボ団幹部の一人で、「山のニュウドウ」の異名をとる。力自慢の巨漢で、性格は豪放磊落だが、部下に根性論を振りかざしてトレーニングを強要する事もあり、やや辟易されている事もある。熊本弁で話す。なお、セキランには好意を持っている模様。愛機「レオ」は、ゲーム中最強クラスの威力をほこるビーム攻撃を放ち、力押しを得意とする。
セキラン
スペロボ団幹部の一人で、「海のセキラン」の異名をとる。美人ではあるが自己陶酔型で、自身の美貌に絶対の自信を抱いている。加えて自己中心的で享楽的、人使いも荒いために周囲のものは苦労している。カスミに限らず年下の少年が好みで、夢中になりやすいが、見込み違いと判断するとすぐに冷淡な態度となる。結果任務を無視、或いは忘れることも多い。歯に衣着せぬ物言いをするヒヨリとは犬猿の仲。愛機は「スコルピオ」。自在に変化する頭部と、症状を付加する両腕で、ロボトルにおいても相手を翻弄する。
キリカ
スペロボ団幹部の一人で、「街角のキリカ」の異名をとる少女。占い好きで、常に水晶玉を手に持っている。カスミのことを運命の人として好意を見せる場面もある。未だ幼いのだが、孤独を愛する一風変わったところがあり、ヒヨリなどは彼女のことを苦手としている。一方で、スペロボ団らしからぬおとなしい性格と可愛らしい容姿のためか、自身の部下やカスミのクラスメイトにもファンがいる。愛機である「ヴァルゴ」は、攻撃能力こそ持たないものの、トラップを仕掛けるなど味方のサポートに長けている。

### 宇宙メダロット
ミストラル
カスミが発見した謎の宇宙メダロット。正体は遥か遠くの人類を上回る巨大な文明を持つ星が作り出したメダロットで、当初の目的は人類が宇宙進出するのにふさわしい存在かどうかを見極めることだったが、ナビコが魂をもつ存在になったことにも興味を持ち、カスミ達をクラスターごと母星に持ち帰り、サンプルにしようとした。